# R. Broby-Johansen
|  | Denne artikel er oprettet af botten PalnaBot ud fra en ekstern database. Den kan derfor have sproglige fejl eller mangler. Denne skabelon kan fjernes efter kontrol af indholdet. |

R. Broby-Johansen er en portrætfilm om Rudolf Broby-Johansen instrueret af Birger Vosgerau efter manuskript af Birger Vosgerau.

## Handling
Filmen om Rudolf Broby-Johansen anslår en lang række af de temaer og spørgsmål, som han har forholdt sig til og udtrykt sig om gennem et langt liv som deltager i samfunds- og kulturdebatten. Filmen indrammes af perspektivet fra den økonomisk krise i 1930'erne, hvor Broby-Johansen begyndte at skrive - til den økonomisk krise i 1980'erne, hvor filmen er optaget. Filmen begynder med Brobys egen oplæsning af et digt fra samlingen "Blod".